# Manoel Eudócio
Manuel Eudócio (Alto do Moura, Caruaru, 28 de janeiro de 1931 – Caruaru, 13 de fevereiro de 2016) foi um ceramista pernambucano, representante do estilo ceramista de Mestre Vitalino.

## Biografia
Sua arte de fazer cerâmica figurativa retrata o de cotidiano popular do lugar onde vive, e onde aprendeu quando criança a fazer seus próprios brinquedos de barro, esculpindo cavalos, bois e vacas para brincar. Teve oportunidade de produzir cerâmica para vender quando foi morar com sua avó, após a morte de sua mãe, tendo contato com brinquedos populares de louça feitos pela avó para vender na feira.
Inicia efetivamente sua vida de artesão em 1948, quando aprimorou suas técnicas com Mestre Vitalino e desenvolveu um estilo próprio, incorporando elementos do folclore pernambucano em suas cerâmicas. As peças de Manuel Eudócio são feitas em argila úmida, queimadas sem uso de esmalte, em forno de lenha que ele mantém em seu quintal e, posteriormente, decoradas com tinta óleo brilhosa ou fosca.
O seu legado de mais de 50 mil peças de barro representa personagens como Lampião e Maria Bonita, o Trio Nordestino e o Bumba-Meu-Boi. Suas peças compõem coleções particulares e acervos de importantes museus. Por mais de 80 anos, continuou em plena atividade no Alto do Moura, em Caruaru.
Em maio de 2002 Manoel Eudócio foi eleito Patrimônio Vivo de Pernambuco. Em 10 de fevereiro de 2016, foi internado no Hospital Mestre Vitalino, em Caruaru, acometido por chicungunha, vindo a falecer em decorrência da infecção na noite de 13 de fevereiro. Foi enterrado no Parque dos Arcos no dia seguinte.